# La família Addams (sèrie de l'any 1964)
The Addams Family (també anomenada La familia Addams a Espanya o traduïda com Los Locos Addams a l'Amèrica Llatina) va ser una telecomèdia estatunidenca, de terror i humor negre, per a adolescents i adults, que es va emetre per la xarxa de televisió ABC des de l'any 1964 fins a l'any 1966. La sèrie estava basada en les caricatures que Charles Addams havia publicat en el The New Yorker, i que van ser adaptades per a la televisió pel productor David Levy.
Va comptar amb seixanta quatre capítols, cadascun de trenta minuts de durada (aproximadament), filmats en blanc i negre, i emesos a la cadena ABC, del 18 de setembre de l'any 1964 fins al 8 d'abril de l'any 1966. Sol ser comparada amb la seva rival de la cadena de televisió CBS, The Munsters. Aquesta sèrie va ser la primera adaptació dels personatges de The Addams Family en incloure la famosa melodía característica.
The Addams Family va ser produïda en un inici per Filmways, Inc. a General Service Studios a Hollywood, Califòrnia. La companyia que la va succeir, anomenada MGM Television, posseeix actualment els drets del programa.

## Trama
Els Addams són una família amb interessos macabres i tenebrosos, a més de posseir habilitats sobrenaturals. En cap moment de la sèrie s'explica l'origen dels seus poders.

L'entusiasta i adinerat Gomez Addams (interpretat per John Astin) està perdudament enamorat de la seva elegant esposa, de nom Morticia (interpretada per Carolyn Jones). Amb la seva filla Wednesday (Lisa Loring), el seu fill Pugsley (Ken Weatherwax), l'Oncle Fester (Oncle Fètid a Espanya, interpretat per Jackie Coogan) i l'Àvia (Blossom Rock), resideixen al carrer del cementiri en una ornamentada i enorme mansió, juntament amb dos servents: Lurch (Llarg a Hispanoamèrica) (Ted Cassidy), que és un majordom i Thing (acreditat com a "Cosa", encara que el personatge va ser interpretat per Cassidy i Jack Voglin), una mà sense cos que sempre apareix d'una caixa de fusta. Alguns altres familiars que apareixen en alguns dels episodis inclouen a Cousin Itt (Cosí "Això" a Espanya, interpretat per Felix Silla), la germana major de Morticia, Ofelia (interpretada per Carolyn Jones) o la mare de Morticia, l'Àvia Frump (interpretada per Margaret Hamilton).

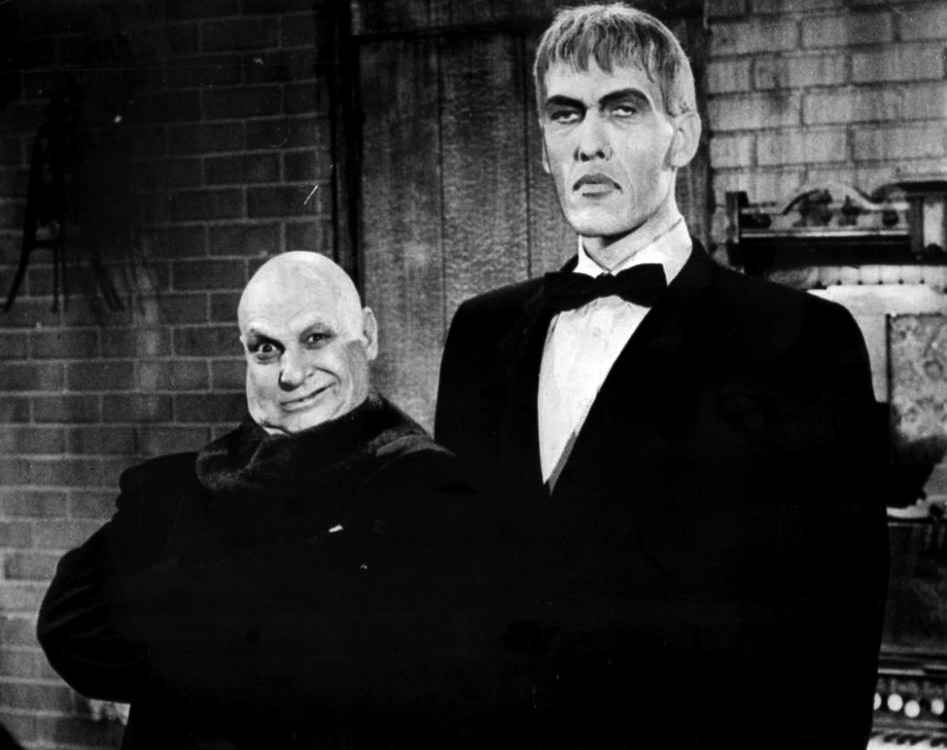
Oncle Fètid/Oncle Lucas (Jackie Coogan) i Lurch/Llarg (Ted Cassidy) l'any 1966.

El to humorístic de la sèrie deriva principalment del xoc cultural entre la peculiar família i la resta del món. Els visitants normals són rebuts i tractats amb molta cortesia, malgrat les malignes intencions d'aquests. Els integrants de la casa solen sorprendre's per les reaccions negatives que reben de la gent quan són bons i es comporten de manera normal. Un tema recurrent en l'epíleg és que els Addams reben notícies del visitant d'aquell episodi, ja sigui per correu, telèfon o per els diaris. Al final, el visitant acaba sent ingressat en un manicomi, canvia de treball, se'n va del país i coses similars que fan que la seva vida canviï de manera negativa. Els Addams sempre acaben malinterpretant el missatge, creient que el canvi va ser cap a bé.
El to de la producció va ser escollit pel productor Nat Perrin, qui, a la vegada, era un amic proper d'en Groucho Marx i escriptor de diverses pel·lícules dels Germans Marx. Perrin va ser qui va proposar les idees per a les històries, va dirigir un dels episodis i va reescriure tots els guions.

## Tema
La sèrie de televisió va oferir una cançó temàtica memorable, escrita i arreglada per l'important compositor de Hollywood Vic Mizz. La millora de la cançó va ser dominada per la utilització d'un clavicordi, que va destacar com a complement de percussió dins la melodia. L'actor Ted Cassidy ("Lurch" dins la sèrie), va puntuar les lletres amb paraules com pur, dolç i petit. El tema de Mizzy era bastant popular com per a gaudir d'un llançament com a un senzill de 45 rpm (revolucions per minut), encara que no va aconseguir arribar a les llistes nacionals. La cançó va ser reviscuda per a la posterior sèrie animada dels anys 90, així com a l'any 2007 per acompanyar un conjunt d'anuncis de televisió de la família Addams per a la marca de caramels M&M's.

## Personatges

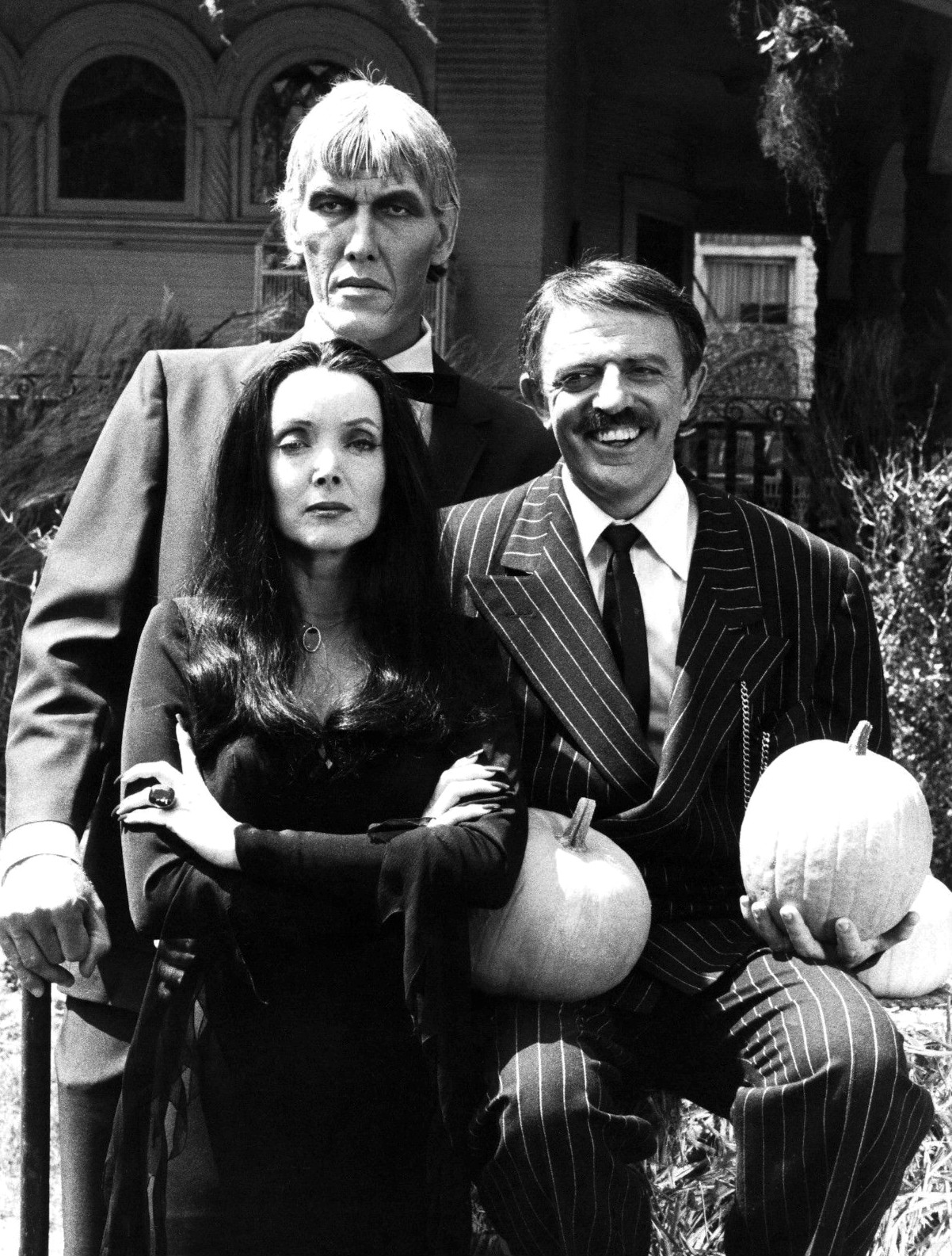
Llarg (Ted Cassidy), Morticia (Carolyn Jones) i Gomez (John Astin) en 1977.

### Principals
La família Addams està integrada per:
- Gomez Addams (interpretat per John Astin, com hem dit anteriorment): és el pare de la família. Sempre té un tracte efusiu i afable. Té una gran devoció cap als seus fills, i sobretot, cap a la seva esposa. Quan ella li parla en francès, es torna boig i li besa tot el braç. Li agrada torturar-se i, a vegades, fins i tot arriba a donar-se banys en àcid. Torna bojos als seus veïns, encara que creu que tots adoren les seves activitats. També li encanta fer esclatar el seu joc de trens.

- Morticia Addams (interpretada per Carolyn Jones): és la mare de la família. És molt refinada i femenina. Cria als nens, cuida de la seva planta carnívora Cleopatra i manté tota la casa bruta i tètrica. Sempre vesteix de negre i li agrada caminar pel cementiri. Té la mania de tallar les roses dels tests i deixar només les tiges de les flors.

- Oncle Fester: es podria dir que és el més estrany de tots els integrants de la família. Hi ha algunes contradiccions en la seva relació familiar amb els altres membres, doncs no s'acaba d'aclarir si és el tiet de Gomez o tan sols va ser un error d'un capítol (concretament, en el que Gomez ha d'enamorar a la mestra de Pugsley). Tot i això, a les pel·lícules és el germà de Gomez Addams. Quan eren nens, s'avorrien quan eren junts, i no s'acabaven de dur del tot bé. Ara, d'adults, s'estimen una mica (encara que tenen maneres estranyes de demostrar-ho). Està molt contracturat, i a més, és calb. Un dels seus passatemps favorits és encendre una bombeta amb la boca i posar el cap en una premsa.

- Pugsley Addams: és el fill de Gomez i Morticia. És molt gros, tot i seguir sent un nen. Pel que sembla, vol seguir tots els passos de la seva família, especialment els del seu oncle Fester, a qui admira molt pel seu gran coneixement sobre coses i elements fastigosos. A la versió original, ell és el fill primogènit, però a les pel·lícules i caricatures, és el menor.

- Wednesday Addams: és la filla dels Addams. És solitària i no li agrada molt jugar amb altres nens, encara que a vegades fa entremaliadures amb el seu germà. Sempre porta com a pentinat un parell de trenes, i es vesteix igual o més fosca que la seva mare. Porta als seus braços una nina decapitada anomenada "María Antonieta" (per la reina de França executada en la guillotina en la Revolució Francesa). Sempre està experimentant amb el seu germà i intenta matar-lo sempre que pot (suposadament, ho fa per afecte), encara que hi ha ocasions en què és el seu germà qui intenta matar-la a ella. A la sèrie original és una nena una mica fosca però amb una pinzellada de tendresa, i en canvi, a les pel·lícules és una nena molt seriosa i que recorre molt sovint a l'humor negre. És la filla menor originalment, però en les pel·lícules i caricatures és major que el seu germà.

- Àvia Addams (interpretada per Margaret Hamilton, qui 25 anys abans de la sèrie va interpretar a la bruixa dolenta del Mag de Oz): el seu nom és Eudora, i és la mare de Gomez i Fester (almenys, a les pel·lícules). És una autèntica bruixa. Li fascina preparar estranys beuratges i llançar encanteris, que sempre acaben desembocant en algun desastre, encara que de tant en tant les seves bruixeries ajuden en alguna cosa als altres.

- Lurch: és el majordom de la família. És un home extremadament alt i d'aspecte tètric, però un excel·lent músic a la hora de tocar el clavicordi. Parla molt poc, i quan ho fa, és amb una veu molt greu. És considerat un més de la família. És una referència al monstre de Frankenstein.

- Thing o Cosa: és, literalment, una mà humana caucàsica amb vida pròpia; encara que això mai li és impediment per a ajudar en tot el que el seu únic membre li permet. Es comunica amb la resta de la família per mitjà de codi Morse o amb el llenguatge de senyals.

### Mascotes dels Addams
- Kitty Kat: és un lleó, però, per a la família, és un gat domesticat; no li veuen res de perillós.
- Cleopatra: és la planta carnívora de Morticia, una estranguladora africana i devoradora d'homes.
- Aristotle o Aristòtil: és el polp de Pugsley.
- Homer: és una de les aranyes de Wednesday. Ella és l'única que en sap el nom.
- Tristany i Isolda: són dos piranyes cuidades pels Addams.
- Zelda: el voltor de la família.

### Recurrents
- Cousin It o Cosí It (interpretat per Felix Silla): és un home baixet i amb pèl fins als peus, oncle de Gomez i de Fester. Parla en un to altíssim balbotejant un idioma que només coneixen els de la família. En general porta només un parell d'ulleres de sol i guants; parla de manera incessant i inintel·ligible, que la família no té dificultat per a entendre. Una vegada Gomez Addams li pregunta què hi ha sota tot el cabell. L'It respon que hi té "arrels". En un episodi, es diu que It té "l'ull d'una àguila ... més alguns dels seus". No obstant d'això, usa ulleres de sol convencionals, suposadament perquè la gent no el molesti per demanar-li autògrafs.
- Ofelia Frump: és la germana major de Morticia i l'original promesa de Gomez. Té el costum de tirar els homes ben lluny, sent el seu cunyat la principal víctima de les seves pràctiques.
- Àvia Frump: mare de Morticia i Ofelia i amiga de l'Àvia Addams. El seu nom és Hester.
- Dr. Mabubu Mabubu: és el metge bruixot de la família. Apareix recurrentment quan el criden, però després els diu que no fa més visites a domicili. Viu a l'Àfrica.

## Pel·lícules
L'any 1991 va ser l'estrena de la primera pel·lícula basada en la família, anomenada The Addams Family. La pel·lícula explica que, anys després d'haver-se perdut, l'oncle Fester torna, provocant una gran alegria a la família, sense sospitar que una malvada dona s'aprofitarà de la confusió de l'arribada per a robar tot el que la família posseeix, incloent la tenebrosa casa.
- Estrena: 22 de novembre de 1991
- Durada: 100 min
- Director: Barry Sonnenfeld
- Repartiment:
  - Anjelica Huston com a Morticia Addams.
  - Raúl Juliá com a Gomez Addams.
  - Christopher Lloyd com a Fester Addams.
  - Christina Ricci com a Wednesday Addams.
  - Jimmy Workman com a Pugsley Addams.
  - Judith Malina com a Àvia Addams.
  - Carel Struycken com a Lurch.
  - mà de Christopher Hart com a Thing/Cosa.

L'any 1993 es va estrenar la segona part, anomenada Addams Family Values, en la qual veiem com, després de néixer el tercer nadó dels Addams (anomenat Pubert), aquests contracten una mainadera, qui no és més que una assassina que planeja matar a l'oncle Fester per a quedar-se amb la seva fortuna.
- Estrena: 19 de novembre de 1993
- Durada: 94 min
- Director: Barry Sonnenfeld
- Repartiment:
  - Anjelica Huston com a Morticia Addams.
  - Raúl Juliá com a Gomez Addams.
  - Christopher Lloyd com a Fester Addams.
  - Christina Ricci com a Wednesday Addams.
  - Joan Cusack com a Debbie Jellinsky.
  - Jimmy Workman com a Pugsley Addams.
  - Peter MacNicol com a Gary.
  - Christine Baranski com a Becky.
  - Carel Struycken com a Lurch.
  - mà de Christopher Hart com a Thing/Cosa.
  - David Krumholtz com a Joel Glicker.
  - Kaitlyn Hooper i Kristen Hooper com a Pubert Addams.
  - Cheryl Chase com la veu de Pubert Addams.
  - Carol Kane com a Grandma Addams.

Finalment, l'any 1998 arriba el tercer lliurament d'aquesta família amb Addams Family Reunion. En aquesta última pel·lícula, els Addams acabaran per error en una reunió familiar de gent normal i corrent, creant el caos al mostrar els seus estranys costums i pràctiques. Aquesta tercera pel·lícula no va obtenir l'èxit esperat inicialment, principalment perquè els actors que van rodar la pel·lícula no van ser els mateixos que en els lliuraments anteriors, i a més a més, oferien un aspecte molt menys tètric que en les produccions passades.
- Estrena: 1998 (en VHS)
- Durada: 93 min
- Director: Dave Payne
- Repartiment:
  - Tim Curry com a Gomez Addams.
  - Daryl Hannah com a Morticia Addams.
  - Patrick Thomas com a Fester Addams.
  - Carel Struycken com a Lurch.
  - Phil Fondacaro com a Cousin It.
  - Alice Ghostley com a Granny Frump.
  - Nicole Fugere com a Wednesday Addams.
  - Jerry Messing com a Pugsley Addams.
  - Kevin McCarthy com a Avi Addams.
  - Estelle Harris com a Àvia Addams.
  - mà de Christopher Hart a com Thing/Cosa.

## Sèries televisives
- La primera sèrie dels Addams, i per tant, la que els va donar a conèixer a la gent de l'època, va ser rodada l'any 1964, en format blanc i negre. Va comptar amb la supervisió del mateix Charles Addams, qui a més va escollir els noms de la família per a la sèrie (doncs cap membre del clan Addams tenia nom originalment) i va agregar a Cousin It (Oncle Cosa) com a un personatge original de la sèrie al costat de Devd Levy. La sèrie va comptar amb 64 episodis i va finalitzar l'any 1966.

- Més endavant, tota la família va realitzar un crossover amb Scooby-Doo l'any 1972. En aquest episodi, la colla de Scooby havia de rescatar a Wednesday a la vegada que cuidaven la casa durant l'absència de Gomez i Morticia. John Astin, Carolyn Jones, Ted Cassidy i Jackie Coogan van tornar en els seus rols de Gomez, Morticia, Lurch i Fester respectivament.

- L'any 1973, un any després de l'episodi especial, Hanna-Barbera va realitzar una sèrie animada que presentava a la família recorrent els Estats Units en una casa rodant (molt similar a la seva terrorífica mansió), coneixent durant la ruta a personatges tan excèntrics i macabres com ells mateixos. En aquesta mateixa sèrie es van adaptar les relacions familiars de la família a les que coneixem avui en dia (per exemple: Fester passa de ser l'oncle de Morticia a ser el germà major de Gomez) i es va tractar de dibuixar als personatges de manera més fidels als imaginats per Charles Addams. A diferència de l'especial, només Coogan i Cassidy van tornar als seus respectius rols .

- L'any 1977 es va tornar realitzar un episodi especial sobre els Addams, però aquest cop ambientat al dia de Halloween, titulat Halloween with the New Addams Family.[2] En aquesta nova producció, Wednesday i Pugsley Addams, ara estudiants universitaris, es reuneixen amb la seva família i els seus dos nous germans (els quals són còpies exactes d'ells quan eren nens) per a celebrar Halloween a la seva manera. Va comptar amb tot l'elenc de la sèrie original (a excepció de l'àvia) i va ser filmat en color. Encara que es mantenia l'esperit de la sèrie original, no va tenir l'índex d'audiència esperat i la seva recepció va ser generalment negativa.[3]

- L'any 1992 es torna a comptar de nou amb Hanna-Barbera per treure crear una nova sèrie animada, clarament influenciada per la pel·lícula amb Raúl Juliá. Els dissenys utilitzats en l'anterior sèrie animada es van adaptar en aquesta sèrie per a mantenir-se fidel a la pel·lícula. Una nova família de personatges, els Normeyers, van ser incorporats a la sèrie; es tracta d'una família "normal" que no accepta les excentricitats dels Addams, i que constantment fan l'impossible perquè se'n vagin. De la nova família, només NJ Normeyer se sent còmode amb l'estil de vida dels seus veïns, arribant fins i tot a intentar que els Addams l'adoptessin en una de les seves reunions familiars. John Astin va donar la seva veu a Gomez Addams al costat de Rip Taylor, Carol Channing, Jim Cummings, Debi Derryberry, Jeannie Elias, Pat Fraley i Nancy Linari.
- Finalment, l'any 1998 es va estrenar "The New Addams Family", on hi va haver remakes d'alguns episodis de la sèrie original, alguns completament diferents i altres originals d'aquesta mateixa sèrie.